# Ostha diplosticta
Ostha diplosticta är en fjärilsart som beskrevs av George Francis Hampson 1926. Ostha diplosticta ingår i släktet Ostha och familjen nattflyn. Inga underarter finns listade i Catalogue of Life.